# 박영일 (1958년)
박영일(朴永逸, 1958년 10월 9일 ~ , 서울)은 대한민국의 공무원이다.

## 학력
- 1976년 : 경복고등학교 졸업
- 1980년 : 서울대학교 경영학 학사
- 1982년 : 서울대학교 행정대학원 행정학 석사
- 1984년 : 카이스트 대학원 경영학 석사
- 1996년 : 카이스트 대학원 산업경영학 박사

## 경력
- 1979년 : 제23회 행정고시 합격
- 1980년 : 정무장관실 행정사무관
- 1998년 : 과학기술부 기획관리실 기획예산담당관, 연구개발정책실 연구기획평가심의관
- 1999년 : 과학기술부 과학기술정책실 기획조정심의관
- 2000년 : 과학기술부 기획조정심의관
- 2001년 : 과학기술부 공보관
- 2002년 : 과학기술부 기초과학인력국장
- 2003년 : 과학기술부 연구개발국장, 과학기술정책실장
- 2004년 : 과학기술부 기획관리실장
- 2005년 : 과학기술부 정책홍보관리실장
- 2006년 : 과학기술부 차관
- 이화여자대학교 대학원 디지털미디어학부 교수
- 이화여자대학교 R&D 혁신단장
- 2011년 : 한국공학한림원 정회원, 한국연구재단 선임직 이사
- 2012년 : 규제개혁위원회 행정사회분과 민간위원
- 2014년 8월 : 이화여자대학교 대외부총장
- 2015년 8월 : 이화여자대학교 연구중심병원 추진단장, 이화융합의학연구원 원장
- 2020년 7월 ~ 2014년 4월 : 제12대 강원연구원 원장
- 2021년 12월 ~ 2022년 1월: 국민의힘 선거대책위원회 정책총괄본부 4차 산업혁명 선도 정책본부 과학기술정책분과 위원장

## 수상
- 1989년 : 과학기술처장관 표창
- 1998년 : 근정포장
- 1998년 : 고운문화상 창의상
- 2004년 : 황조근정훈장

| 전임 최석식 | 제23대 과학기술부 차관 2006년 2월 1일 ~ 2007년 7월 26일 | 후임 정윤 |